# Andre Geim
Andre Konstantinovici Geim FRS (în rusă "Андрей Константинович Гейм", n. 21 octombrie 1958, Soci, RSFS Rusă, URSS) este un fizician britanic-neerlandez, fost rus, de etnie germană, cunoscut pentru descoperirea grafenului, dezvoltarea unui material care își schimbă culoarea și demonstrații de levitație diamagnetică. Este laureat al Premiului Nobel pentru Fizică pe 2010 împreună cu Konstantin Novoselov, "pentru experimente revoluționare privind materialul bidimensional grafen”.
Geim este de asemenea deținător al premiului Ig Nobel (premiu pentru cele mai proaste cercetări științifice, conferit lui Geim pentru levitarea unei broaște), fiind singurul om care a primit în mod individual atât premiul Nobel cât și premiul Ig Nobel.